# Auxo
Dans la mythologie grecque, Auxo (en grec ancien Αὐξώ / Auxố) ou Auxesia est la déesse de la Croissance, « celle qui fait croître ». Elle apparaît comme une divinité liée à la végétation et à l'agriculture.

## La déesse
Auxo est une déesse appartenant aux Charites - assimilées aux Grâces de la Rome Antique, dont les attributs et le nombre variaient selon les villes et les peuples de la Grèce antique. Elle était l'une des deux Charites originelles de la ville d'Athènes, avec Hégémone,.
Les Heures, provenant de la mythologie béotienne et de l'Attique, ont également une Auxo parmi elles. Accompagnée d'abord par Carpo, Thalie ou Thallo les rejoignit dans une triade rappelant les trois saisons grecques : Auxo la croissance, Thallo la floraison, Carpo la fructification,.
Son nom figure à côté de ceux de Thallo et d'Hégémone, avec celui d'autres divinités, dans une inscription athénienne du IVe siècle av. J.-C. rapportant le serment des éphèbes.

## De nos jours
Le terme auxologie, qui est la science de la croissance, dérive du nom de la déesse. 